# كلادينة ثؤلولية
كلادينة ثؤلولية (الاسم العلمي:Caladenia verrucosa) هي نوع من النباتات تتبع جنس الكلادينة من الفصيلة السحلبية.